# فلوريد الثاليوم الأحادي
فلوريد الثاليوم أحادي التكافؤ (بالإنجليزية : Thallium(I) fluoride ) (أو فلوريد الثالوز أو أحادي فلوريد الثاليوم) هو مركب كيميائي يتكون من الثاليوم و الفلور ذو الصيغة TlF . يتكون من بلورات بيضاء صلبة ذات نظام بلوري معيني قائم والتي تميع قليلاً في الهواء الرطب  ولكن تعود إلى الشكل اللامائي (الجاف) في الهواء الجاف .  ويمتلك التركيب البلوري لكلوريد الصوديوم (الملح الصخري) المشوه .
يعدّ فلوريد الثاليوم الأحادي التكافؤ غير مألوف من بين هاليدات الثاليوم الأحادي التكافؤ ، حيث أنه قابل للذوبان في الماء ، في حين أن البعض الآخر ليس كذلك .

## التفاعلات
يمكن تحضير فلوريد الثاليوم الأحادي عن طريق تفاعل كربونات الثاليوم الأحادي مع حمض الهيدروفلوريك .